# SS Almirante Najímov
El SS Almirante Najímov (ruso: Адмирал Нахимов), botado en marzo de 1925 y bautizado originalmente como SS Berlin, fue un transatlántico de pasajeros de la República de Weimar alemana convertido posteriormente en buque hospital y, más tarde, en buque de pasajeros soviético. El 31 de agosto de 1986, el Almirante Najímov colisionó con el buque granelero Pyotr Vasev en la bahía de Tsemés, cerca del puerto de Novorosíisk, SFSR rusa, y se hundió rápidamente. En total, murieron 423 de las 1.234 personas que iban a bordo.

## Primer hundimiento
El buque se hundió dos veces, la primera vez estaba en servicio con los alemanes en la Segunda Guerra Mundial como buque hospital. Formó parte de la Operación Aníbal. El 31 de enero de 1945, mientras formaba un convoy para dirigirse al este, Berlín chocó con una mina marina frente a Swinemünde y fue remolcado hacia Kiel. Luego chocó contra otra mina y quedó varada (23:53 h, en la posición 54°03 N/14°19 E, en aguas poco profundas). Hubo una muerte. Todo el equipo utilizable fue rescatado el 5 de febrero de 1945 y el barco fue abandonado.

## Segundo hundimiento

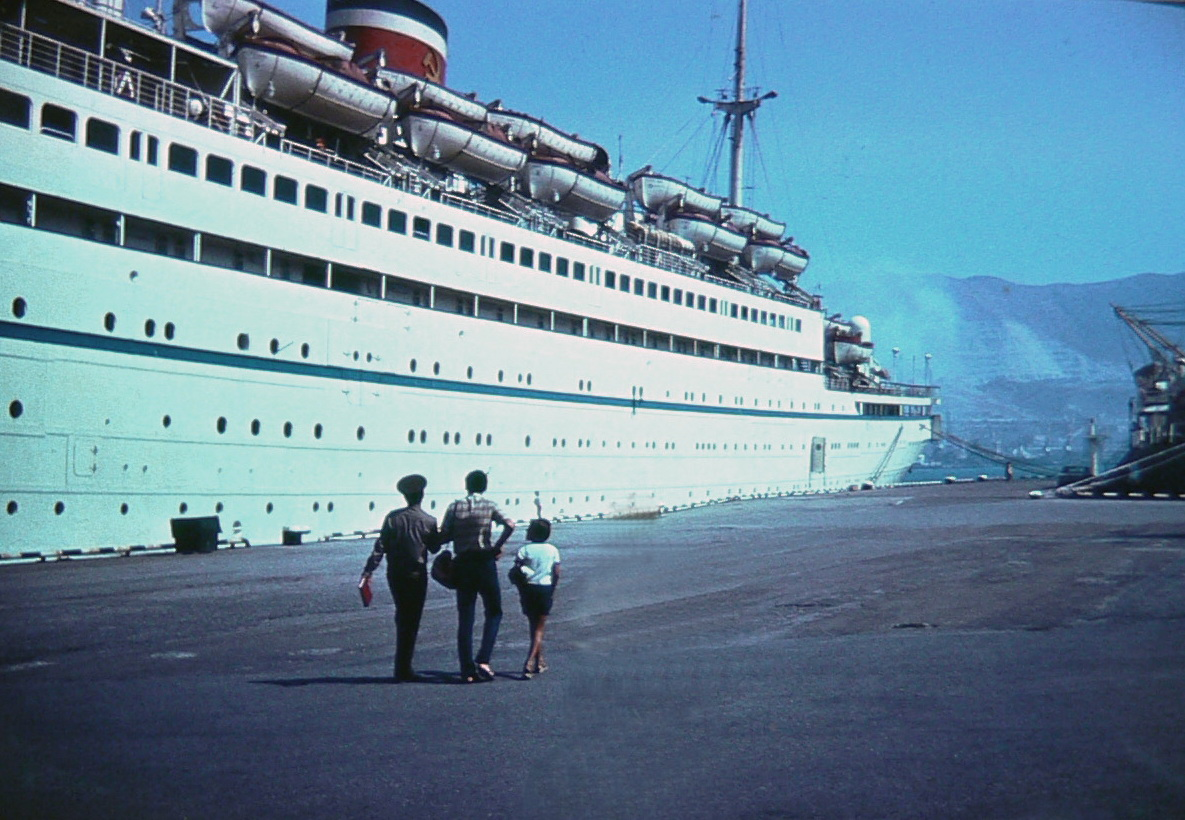
El Almirante Najímov atracó en Novorosíisk el 31 de agosto de 1986. Se hundiría esa noche.

El Berlin fue confiscado por la Unión Soviética tras la guerra. Tras algunas dificultades en el reflote, entró en servicio en 1957 como transatlántico de pasajeros. A las 22:00 horas, hora de Moscú , del 31 de agosto de 1986, el Almirante Najímov zarpó de Novorosíisk con destino a Sochi, su siguiente parada. A bordo viajaban 888 pasajeros y 346 tripulantes. La mayoría de los pasajeros eran ucranianos, y el resto de Rusia , Moldavia y otras partes de la entonces Unión Soviética. El capitán del barco era Vadim Markov.

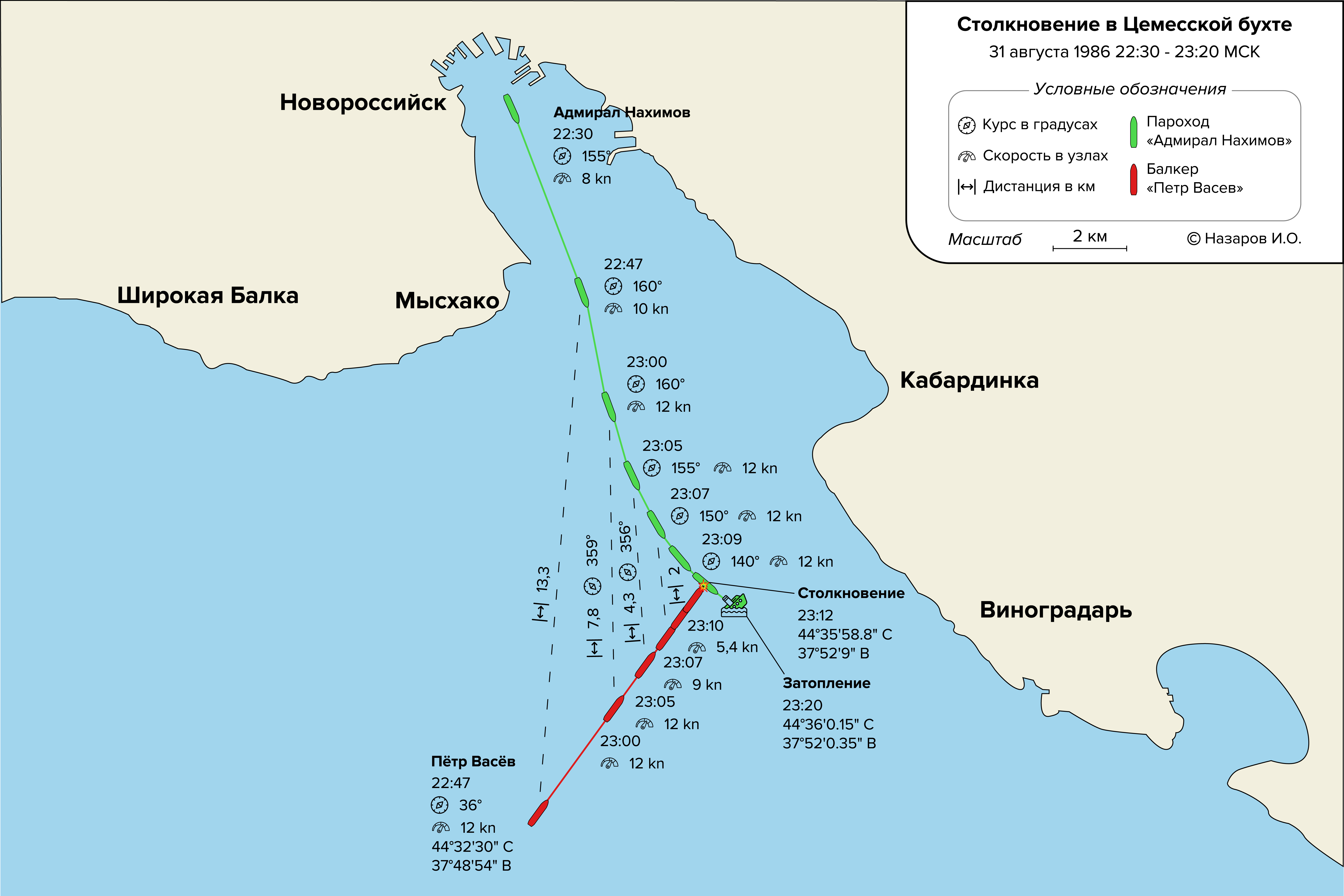
Mapa del movimiento de barcos en la bahía de Tsemés el 31 de agosto de 1986

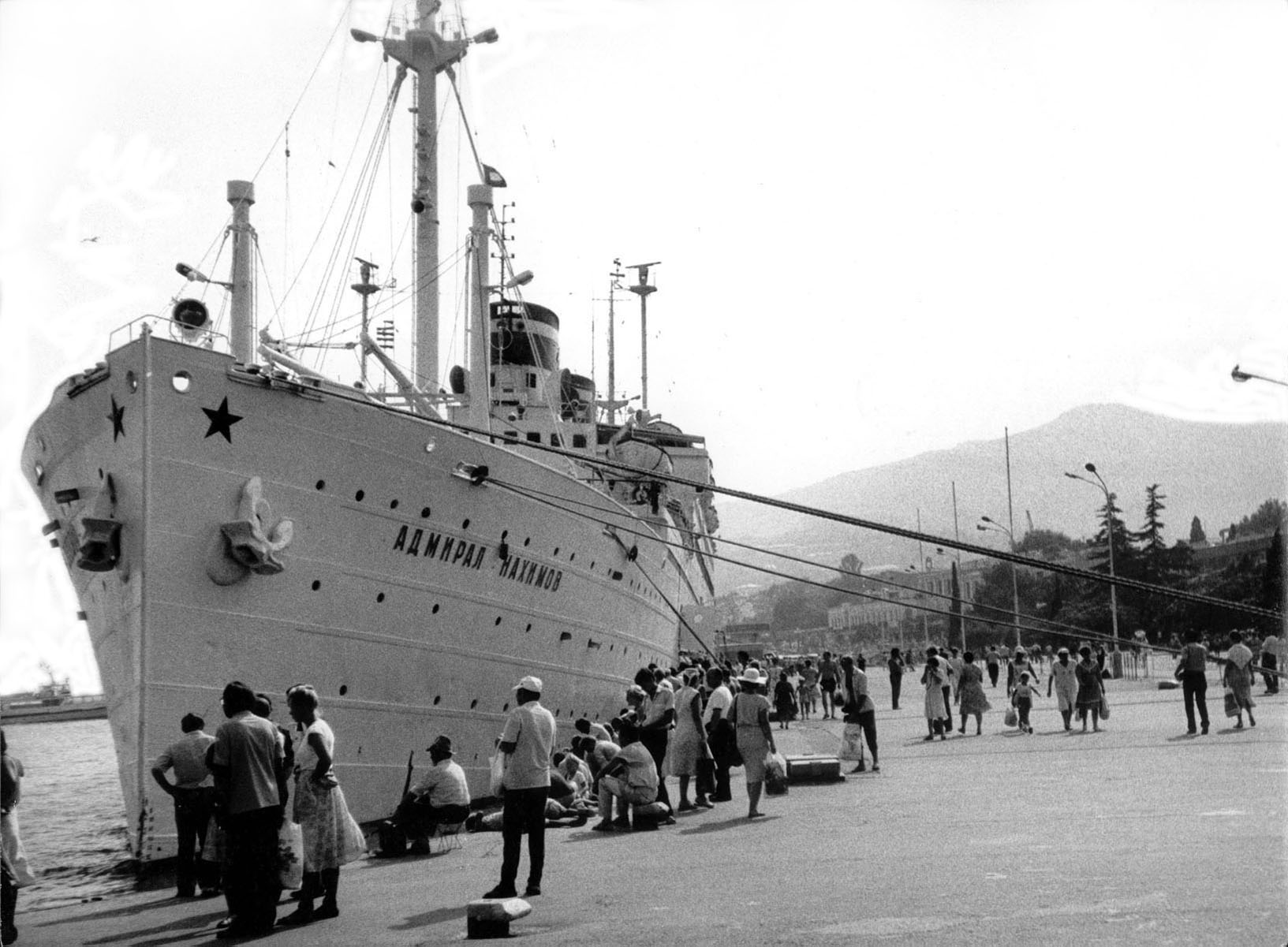
El transatlántico Almirante Najímov en el muelle del puerto de Yalta un día antes de su naufragio.

Apenas unos minutos después de iniciado el viaje, el piloto del barco notó que el gran granelero Pyotr Vasev estaba en curso de colisión con el Almirante Najímov. El Pyotr Vasev era un carguero de 18.604 toneladas construido en Japón recientemente adquirido por la Unión Soviética y transportaba un cargamento de avena y cebada desde Canadá. El piloto envió una advertencia por radio a Pyotr Vasev y el carguero respondió: "No te preocupes. Pasaremos lejos el uno del otro. Nos encargaremos de todo".
A pesar del mensaje, el capitán Viktor Tkachenko del Pyotr Vasev no hizo nada para frenar su barco ni cambiar de rumbo. Convencido de que el carguero pasaría sin incidentes, el capitán Markov del Almirante Najímov se retiró a su camarote, dejando a su segundo oficial, Alexander Chudnovsky, a cargo. A partir de las 23:00, Chudnovsky llamó varias veces por radio a Piotr Vasev, preguntándole sobre su rumbo y sus futuras acciones. Chudnovsky cambió el rumbo del barco 10 grados a babor. A las 11:10 pm, Chudnovsky gritó en VHF al carguero: "¡Inmediatamente retroceda a popa!" Cuando quedó claro que el carguero se dirigía directamente hacia el barco, los motores de Pyotr Vasyov dieron marcha atrás. El Almirante Najímov giró bruscamente a babor, pero ya era demasiado tarde.
A las 11:12 pm, el Almirante Najímov fue embestido por el Pyotr Vasev a 8 millas náuticas (15 km; 9,2 millas) del puerto de Novorosíisk y a 2 millas náuticas (3,7 km; 2,3 millas) de la costa, a 44° 36′15″ N 37°52′35″ E. Si bien muchos pasajeros se habían acostado en ese momento, algunos estaban en cubierta escuchando y bailando música. Sólo pudieron observar impotentes cómo el carguero chocaba contra el lado de estribor del barco a una velocidad de unos 5 nudos (9,3 km/h; 5,8 mph). El Almirante Najímov continuó avanzando con la proa del carguero en su costado, abriendo un agujero de 900 pies cuadrados (84 m2) en el casco entre las salas de máquinas y calderas.

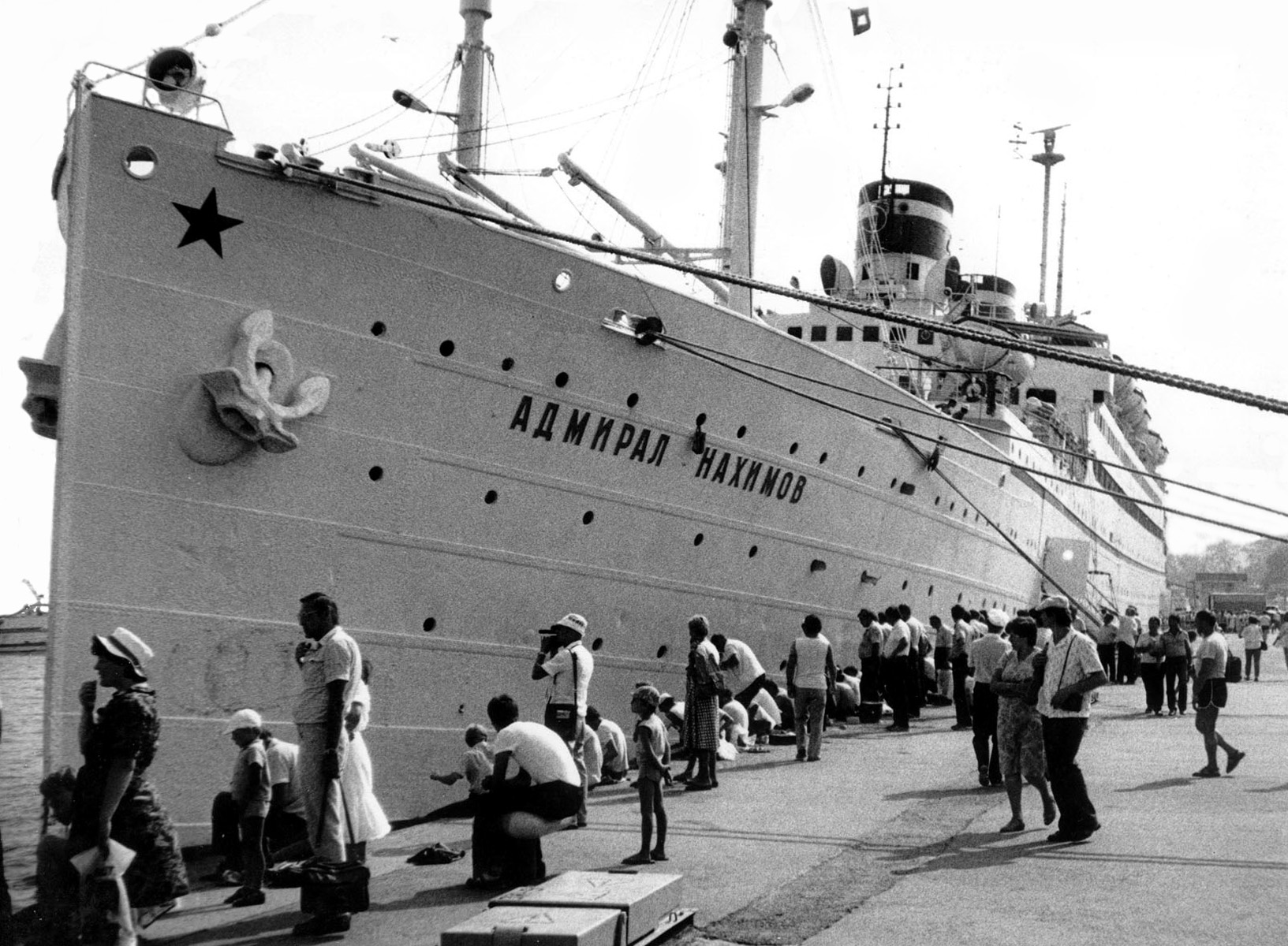
El transatlántico Almirante Najímov en el puerto de Yalta un día antes del hundimiento.

El Almirante Najímov inmediatamente se escora a estribor y sus luces se apagan tras el impacto. Después de unos segundos, el generador diésel de emergencia se encendió, pero las luces volvieron a apagarse dos minutos después, sumergiendo el barco que se hundía en la oscuridad. La gente que estaba debajo de la cubierta se encontró perdida en los pasillos oscuros y rápidamente inclinados. Sin electricidad, el sistema de cierre remoto de las puertas de los mamparos estancos no funcionaba (aunque, debido a la inundación de dos compartimentos, un barco con el diseño actual aún no podría mantenerse a flote).
No hubo tiempo para botar los botes salvavidas. Esto se vio agravado por el hecho de que una fuerte escora formada rápidamente lo impidió, superando rápidamente los 20 grados permitidos por diseño; Además, según algunos testigos, los botes salvavidas y los pescantes fueron pintados en el lugar (y los pescantes viejos fueron destruidos por la corrosión), lo que hizo imposible botar al menos algunos de ellos (casos similares se observaron anteriormente en otros naufragios, como como en los casos del PS General Slocum o TSMS Lakonia.) Desde el castillo de proa de babor, era posible arriar un bote salvavidas, pero en ese momento ya no había la potencia necesaria para que los cabrestantes lo bajaran al agua. Sólo más tarde, cuando el barco se estaba hundiendo, el bote salvavidas pudo zarpar. Como resultado, hubo que arrojar balsas salvavidas desde el barco al agua, de 48 lograron dejar caer 32. Cientos de personas se sumergieron en el agua aceitosa, aferrándose a chalecos salvavidas, barriles y trozos de escombros.
El Almirante Najímov se hundió en sólo siete minutos. Los barcos de rescate comenzaron a llegar apenas 10 minutos después de que el barco se hundiera. El Pyotr Vasev no sufrió daños graves y ayudó en las tareas de rescate. Sesenta y cuatro barcos de rescate y 20 helicópteros acudieron al lugar y 836 personas fueron rescatadas del agua. Algunas personas estaban tan empapadas de gasóleo que no podían sujetar las manos de sus salvadores. Los marineros tuvieron que saltar al agua para salvar a la gente.
El Almirante Najímov carecía de ventilación adecuada, por lo que las 90 ventanas de las cabinas estaban abiertas durante el accidente. Durante la conversión se eliminaron varios mamparos que habrían evitado que el barco se hundiera. Después de eso, el Almirante Najímov pudo flotar con solo un compartimento inundado, mientras que la mayoría de los otros barcos podían flotar con al menos dos llenos de agua. Los restos del naufragio del Almirante Najímov se encuentran a estribor a 150 pies (46 m) de agua en la bahía de Tsemes frente a Novorosíisk.

## Búsqueda de muertos en Nakhimov hundido. Muerte de buzos
Durante las siguientes dos semanas después del ahogamiento, los cuerpos de las víctimas fueron llevados al muelle de carga número 15. Fueron capturados de la superficie de la bahía, recuperados por buzos del barco. En ayuda de los buzos de la compañía de vapor del mar negro, un gran barco de rescate especializado SS-21 llegó al lugar de la tragedia del Almirante Nakhimov después de 10 horas, que, después de un viaje de varios meses, acababa de regresar a Sebastopol desde el mar Mediterráneo. Los buzos de reconocimiento de la brigada 17 de las fuerzas especiales también participaron con urgencia en las tareas de rescate. Los buzos militares inmediatamente se unieron al trabajo en la encuesta del Revestimiento hundido. Desde los primeros días, a los buzos se les asignó la tarea de examinar con carácter prioritario la cabina número 9 del general de la KGB Alexei Grigorievich krikunov para identificar a los muertos y recuperar todos los documentos, ya que se asumió que entre ellos podrían haber quedado documentos especialmente importantes (lista de pasajeros de la cabina número 9: Krikunov A. G., Krikunova D. K., Krikunova T. A, Antoniuk V. A.. Todos murieron).
Para poder acceder a los espacios interiores, los buzos hicieron agujeros en el lado izquierdo del forro 12 con un Tamaño de 70x75 cm. Era extremadamente difícil realizar búsquedas bajo el agua en un barco volcado. El ancho de los corredores en el "Almirante Nakhimov" varió de 80 a 120 cm. Desde la larga estancia en el agua, el Revestimiento de madera de las habitaciones se derrumbó, creando bloqueos insuperables. Además, los escombros crearon alfombras flotantes, mantas, almohadas. La Duración promedio de un descenso de buceo fue de 2 horas y 40 minutos, que excedió la norma. La mayoría de las veces, los cuerpos se encontraban en pasillos y escaleras. Muchos niños murieron en cabañas cerradas. Los buzos tuvieron que romper las puertas con chatarra. Todos los días, los familiares de las víctimas fueron llevados al hangar del puerto Adaptado a la morgue para su identificación. Los cuerpos fueron almacenados en cinco vagones refrigerados.
Para mayor seguridad, los buzos dentro de la nave trabajaron en parejas, y en las cubiertas superiores utilizaron aparatos de respiración con balón con un suministro autónomo de una mezcla de oxígeno y nitrógeno. Las puertas de roble de los locales internos de Nakhimov estaban muy hinchadas por el agua, como resultado de lo cual a menudo tenían que ser socavadas con cargas explosivas. Los buzos de las fuerzas especiales que volaban a bordo de Nakhimov trabajaron bajo el agua en los dispositivos de respiración aislante (rebreezers) IDA-71, que todavía se utilizan en las unidades de nadadores de combate y buzos de reconocimiento. Trabajando por la noche a bordo de un barco hundido, gastando mucho tiempo y esfuerzo en la instalación de explosivos, y luego en el camino de regreso a través del laberinto de corredores, los buzos capitán-teniente Igor Ivlev y guardiamarina Yuri Polishchuk gastaron casi todo el suministro de mezcla respiratoria. Ayudando a un compañero, Polishchuk perdió el conocimiento por falta de aire, como resultado de lo cual, al subir a la superficie, cayó de la pérgola de buceo nuevamente al fondo. Arriesgándose mucho, trabajando prácticamente sin descompresión, otros buzos lograron encontrar a Polishchuk, levantarlo rápidamente en el barco y colocarlo en la cámara de presión. Los médicos lucharon durante mucho tiempo por la vida del valiente marinero, pero no pudieron salvarlo. 10 de septiembre de 1986, el guardiamarina Yuri Vladimirovich Polishchuk, comandante de un pelotón de buzos de reconocimiento de la brigada de fuerzas especiales de la flota del mar negro, murió sin recuperar la conciencia.
Después de este caso, se hizo más común (especialmente cuando se trabaja en cubiertas inferiores) usar equipo de buceo con el suministro tradicional de mezcla respiratoria a través de una manguera desde el barco de descenso. 19 de septiembre de 1986, el guardiamarina Sergey Alexandrovich Shardakov recibió la tarea de penetrar en la cabina 41, en la que, según testigos, los niños permanecieron encerrados. Tratando de abrir la puerta con una palanca, se enredó en sus propios cables y mangueras, no pudo ventilar el traje espacial a tiempo y se desmayó... su Compañero logró sacar al guardiamarina inconsciente del pasillo, pero murió antes de que llegara la ayuda de la superficie. Después de la muerte del segundo buzo, así como debido a la finalización de la encuesta de la mayoría de los locales, la producción de trabajos submarinos en el trasatlántico hundido por decisión de la Comisión Gubernamental se detuvo. Los buzos nunca lograron ingresar a algunas cabinas. Hasta ese momento, se habían inspeccionado 253 habitaciones, lo que representaba el 52% de las inspeccionadas, se había inspeccionado un área de fondo de 30.000 metros cuadrados, se habían encontrado y levantado 129 cuerpos (111 del casco del barco de vapor, 18 del Suelo). Los cuerpos de 64 permanecieron descansando a bordo del vapor hundido. El accidente se cobró la vida de 423 personas: 359 pasajeros y 64 miembros de la tripulación del Almirante Nakhimov.